# 461 f.Kr.

## Händelser

### Efter plats

#### Grekland
- Efialtes och Perikles beslutar att landsförvisa Kimon, som har blivit impopulär på grund av sin icke framgångsrika pro-spartanska politik.
- Efialtes och Perikles minskar det atenska rådets på Areopagen maktbefogenheter (vilket består av före detta arkonter och därmed är ett starkt fäste för oligarkin) och överför dem till folket, det vill säga de femhundras råd, församlingen och domstolarna. Ämbetet domare blir betalt och personer rekryteras till det genom lottdragning från en lista till vilken alla medborgare kan lägga till sina namn.
- Efialtes mördas av Aristodikos från Tanagra i Boeotien, vilket han skall ha gjort på uppdrag av den atenska oligarkin.
- Efter förvisningen av Kimon och mordet på Efialtes blir Perikles den mes inflytelserike talaren i Aten.

## Avlidna
- Efialtes, ledare för de radikala demokraterna i Aten (mördad)